# Sommer-Paralympics 2016/Teilnehmer (Niederlande)
| stlisierte Goldmedaille | stlisierte Silbermedaille | stlisierte Bronzemedaille |
| ----------------------- | ------------------------- | ------------------------- |
| 17                      | 19                        | 26                        |

Die Niederlande entsandten 62 Athletinnen und 58 Athleten zu den Paralympischen Sommerspielen 2016 in Rio de Janeiro, die in 14 Sportarten antraten. Fahnenträgerin für die Niederlande bei der Eröffnungsfeier war die Leichtathletin Marlou van Rhijn.

## Medaillen

### Medaillenspiegel
| Rang   | Sportart            | Gold | Silber | Bronze | Gesamt |
| ------ | ------------------- | ---- | ------ | ------ | ------ |
| 1      | Schwimmen           | 4    | 6      | 11     | 21     |
| 2      | Radsport (Straße)   | 3    | 2      | 3      | 8      |
| 3      | Leichtathletik      | 3    | 1      | 3      | 7      |
| 4      | Radsport (Bahn)     | 2    | 3      | 3      | 8      |
| 5      | Rollstuhltennis     | 2    | 2      | 0      | 4      |
| 6      | Reiten              | 1    | 2      | 4      | 7      |
| 7      | Tischtennis         | 1    | 1      | 0      | 2      |
| 7      | Triathlon           | 1    | 1      | 0      | 2      |
| 9      | Boccia              | 0    | 1      | 0      | 1      |
| 10     | Powerlifting        | 0    | 0      | 1      | 1      |
| 10     | Rollstuhlbasketball | 0    | 0      | 1      | 1      |
| Gesamt | Gesamt              | 17   | 19     | 26     | 62     |

## Teilnehmer nach Sportart

### Boccia
| Mixed                                     |            |                        |      |   |   |               |               |               |               |               |               |   |
| Daniel Perez                              | Einzel BC1 | Yoo W.-j.              | 5:4  | 3 | 1 | P. Soulanis   | 13:0          | A. Marques    | 8:1           | D. Smith      | 0:5           |   |
| Daniel Perez                              | Einzel BC1 | K. Curinova            | 9:1  | 3 | 1 | P. Soulanis   | 13:0          | A. Marques    | 8:1           | D. Smith      | 0:5           |   |
| Daniel Perez                              | Einzel BC1 | R. Aandalen            | 11:0 | 3 | 1 | P. Soulanis   | 13:0          | A. Marques    | 8:1           | D. Smith      | 0:5           |   |
| Bernd Meints                              | Einzel BC2 | H. Sugimura            | 1:7  | 1 | 2 | ausgeschieden | ausgeschieden | ausgeschieden | ausgeschieden | ausgeschieden | ausgeschieden | 9 |
| Bernd Meints                              | Einzel BC2 | D. Oseguera            | 3:2  | 1 | 2 | ausgeschieden | ausgeschieden | ausgeschieden | ausgeschieden | ausgeschieden | ausgeschieden | 9 |
| Daniel Perez Judith Bulthuis Bernd Meints | Team BC1/2 | Vereinigtes Königreich | 2:11 | 0 | 3 | ausgeschieden | ausgeschieden | ausgeschieden | ausgeschieden | ausgeschieden | ausgeschieden | 9 |
| Daniel Perez Judith Bulthuis Bernd Meints | Team BC1/2 | Japan                  | 3:6  | 0 | 3 | ausgeschieden | ausgeschieden | ausgeschieden | ausgeschieden | ausgeschieden | ausgeschieden | 9 |

### 7er-Fußball
| Wettbewerb       | Männer |
| ---------------- | --- |
| Athleten         | Lars Conijn Daan Dikken Peter Kooij Joey Mense George van Altena Iljas Visker Teddy Witjes Jeroen Saedt Guido Floors Stefan Boersma Jeroen Schuitert Thomas Kleinlugtebeld Gerard Bambacht Minne de Vos |
| Gruppenphase     | Vereinigte Staaten (2:2) Argentinien (2:0) Iran (0:2) |
| Halbfinale       | Ukraine (0:4) |
| Spiel um Platz 3 | Brasilien (1:3) |
| Rang             | 4 |

### Leichtathletik
Laufen
| Athleten                | Wettbewerb | Vorlauf      | Vorlauf | Halbfinale | Halbfinale | Finale        | Finale        | Rang |
| Athleten                | Wettbewerb | Zeit         | Rang    | Zeit       | Rang       | Zeit          | Rang          | Rang |
| ----------------------- | ---------- | ------------ | ------- | ---------- | ---------- | ------------- | ------------- | ---- |
| Männer                  |            |              |         |            |            |               |               |      |
| Jelmar Bos              | 100 m T37  | 11,93 s      | 4       | —          | —          | ausgeschieden | ausgeschieden | 9    |
| Ronald Hertog           | 100 m T44  | 11,46 s      | 7       | —          | —          | ausgeschieden | ausgeschieden | 13   |
| Kenny van Weeghel       | 100 m T54  | 14,28 s      | 2       | —          | —          | 14,23 s       | 3             |      |
| Kenny van Weeghel       | 400 m T54  | 46,60 s      | 2       | —          | —          | 46,65 s       | 1             |      |
| Kenny van Weeghel       | 800 m T54  | 1:36,18 min  | 2       | —          | —          | 1:36,01 min   | 7             | 7    |
| Kenny van Weeghel       | 1500 m T54 | 3:09,00 min  | 4       | —          | —          | ausgeschieden | ausgeschieden | 18   |
| Frauen                  |            |              |         |            |            |               |               |      |
| Amy Siemons             | 100 m T34  | —            | —       | —          | —          | 18,82 s       | 4             | 4    |
| Marlou van Rhijn        | 100 m T44  | 13,31 s      | 1       | —          | —          | 13,02 s       | 1             |      |
| Marlene van Gansewinkel | 100 m T44  | 13,38 s      | 2       | —          | —          | 13,64 s       | 7             | 7    |
| Fleur Jong              | 100 m T44  | 13,92 s      | 4       | —          | —          | ausgeschieden | ausgeschieden | 13   |
| Margriet van den Broek  | 100 m T54  | 17,64 s      | 4       | —          | —          | 17,42 s       | 8             | 8    |
| Marlou van Rhijn        | 200 m T44  | 26,69 s      | 1       | —          | —          | 26,16 s       | 1             |      |
| Fleur Jong              | 200 m T44  | 29,15 s      | 6       | —          | —          | ausgeschieden | ausgeschieden | 11   |
| Desiree Vranken         | 400 m T34  | —            | —       | —          | —          | 1:04,11 min   | 5             | 5    |
| Margriet van den Broek  | 400 m T54  | 56,78 s      | 4       | —          | —          | 57,37 s       | 8             | 8    |
| Desiree Vranken         | 800 m T34  | —            | —       | —          | —          | DNS           | DNS           | DNS  |
| Margriet van den Broek  | 800 m T54  | 1:49,69 min  | 5       | —          | —          | 1:52,01 min   | 8             | 8    |
| Margriet van den Broek  | 1500 m T54 | 3:32,70 min  | 4       | —          | —          | ausgeschieden | ausgeschieden | 11   |
| Margriet van den Broek  | 5000 m T54 | 12:16,69 min | 6       | —          | —          | ausgeschieden | ausgeschieden | 13   |

Springen und Werfen
| Athleten                | Wettbewerb      | Finale  | Finale | Rang |
| Athleten                | Wettbewerb      | Weite   | Rang   | Rang |
| ----------------------- | --------------- | ------- | ------ | ---- |
| Männer                  |                 |         |        |      |
| Ranki Oberoi            | Weitsprung T20  | 6,96 m  | 4      | 4    |
| Ronald Hertog           | Weitsprung T44  | 7,29 m  | 2      |      |
| Jeroen Teeuwen          | Hochsprung T42  | 1,74 m  | 7      | 7    |
| Frauen                  |                 |         |        |      |
| Marlene van Gansewinkel | Weitsprung T44  | 5,57 m  | 3      |      |
| Iris Pruysen            | Weitsprung T44  | 4,56 m  | 7      | 7    |
| Ingrid van Kranen       | Diskuswurf F11  | 25,57 m | 9      | 9    |
| Lara Baars              | Diskuswurf F41  | 19,01 m | 10     | 10   |
| Lara Baars              | Kugelstoßen F40 | 7,12 m  | 3      |      |

### Powerlifting (Bankdrücken)
| Athleten         | Wettbewerb | Ergebnis | Rang   |
| ---------------- | ---------- | -------- | ------ |
| Frauen           |            |          |        |
| Melaica Tuinfort | über 86 kg | 130 kg   | Bronze |

### Radsport

#### Straße
| Athleten                                  | Wettbewerb            | Zeit         | Rang   |
| ----------------------------------------- | --------------------- | ------------ | ------ |
| Männer                                    |                       |              |        |
| Arnoud Nijhuis                            | Einzelzeitfahren C1   | 32;54,22 min | 9      |
| Arnoud Nijhuis                            | Straßenrennen C1–2–3  | 1:58;53 h    | 21     |
| Daniel Abraham Gebru                      | Einzelzeitfahren C5   | 37:57,05 min | 4      |
| Daniel Abraham Gebru                      | Straßenrennen C4-5    | 2:13:08 h    | Gold   |
| Vincent ter Schure Pilot: Timo Fransen    | Einzelzeitfahren B    | 34:44,16 min | Silber |
| Vincent ter Schure Pilot: Timo Fransen    | Straßenrennen B       | 2:26,33 h    | Gold   |
| Stephen de Vries Pilot:Patrick Bos        | Einzelzeitfahren B    | 35:52,73 min | 4      |
| Stephen de Vries Pilot:Patrick Bos        | Straßenrennen B       | 2:31:23 h    | 6      |
| Tristan Bangma Pilot: Teun Mulder         | Einzelzeitfahren B    | 38:02,81 min | 16     |
| Tristan Bangma Pilot: Teun Mulder         | Straßenrennen B       | DNF          | DNF    |
| Tim de Vries                              | Einzelzeitfahren H5   | 29:02,96 min | 4      |
| Tim de Vries                              | Straßenrennen H5      | 1:37:56 h    | 9      |
| Jetze Plat                                | Einzelzeitfahren H5   | 29:28,26 min | 6      |
| Jetze Plat                                | Straßenrennen H5      | 1:37:49 h    | Bronze |
| Johan Reekers                             | Einzelzeitfahren H5   | 31:40,20 min | 9      |
| Johan Reekers                             | Straßenrennen H5      | 1:37:51 h    | 5      |
| Frauen                                    |                       |              |        |
| Alyda Norbruis                            | Einzelzeitfahren C1-3 | 29:46,51 min | Gold   |
| Alyda Norbruis                            | Straßenrennen C1-3    | 1:30:35 h    | 5      |
| Odette van Deudekom Pilotin: Kim van Dijk | Einzelzeitfahren B    | 42:04,84 min | 8      |
| Odette van Deudekom Pilotin: Kim van Dijk | Straßenrennen B       | 2:02:52 h    | 7      |
| Larissa Klaassen Pilotin: Haliegh Dolman  | Einzelzeitfahren B    | 42:35,92 min | 11     |
| Larissa Klaassen Pilotin: Haliegh Dolman  | Straßenrennen B       | DNF          | DNF    |
| Laura de Vaan                             | Einzelzeitfahren H4-5 | 33:02,92 min | Bronze |
| Laura de Vaan                             | Straßenrennen H5      | 1:37:09 h    | Silber |
| Jennette Jansen                           | Einzelzeitfahren H4-5 | 34:07,92 min | 7      |
| Jennette Jansen                           | Straßenrennen H5      | 1:37:09 h    | Bronze |

#### Bahn
| Athleten                                 | Wettbewerb                   | Qualifikation | Qualifikation | Finals     | Finals       | Rang   |
| Athleten                                 | Wettbewerb                   | Zeit          | Rang          | Gegner     | Zeit         | Rang   |
| ---------------------------------------- | ---------------------------- | ------------- | ------------- | ---------- | ------------ | ------ |
| Männer                                   |                              |               |               |            |              |        |
| Vincent ter Schure Pilot: Timo Fransen   | 4000 m Einerverfolgung B     | 4:09,527 min  | 2             | S. Bate    | 4:10,294     | Silber |
| Stephen de Vries Pilot:Patrick Bos       | 4000 m Einerverfolgung B     | 4:14,018 min  | 4             | I. Avila   | 4:15,769 min | Bronze |
| Stephen de Vries Pilot:Patrick Bos       | 1000 m Einzelzeitfahren B    | —             | —             | —          | 1:01,969 min | 4      |
| Tristan Bangma Pilot: Teun Mulder        | 1000 m Einzelzeitfahren B    | —             | —             | —          | 59,822 s     | Gold   |
| Arnoud Nijhuis                           | 3000 m Einerverfolgung C1    | 4:04,052 min  | 4             | E. Winkler | vorzeitig    | Bronze |
| Arnoud Nijhuis                           | 1000 m Einzelzeitfahren C1-3 | —             | —             | —          | 1:07,999 min | Silber |
| Frauen                                   |                              |               |               |            |              |        |
| Larissa Klaassen Pilotin: Haliegh Dolman | 1000 m Einzelzeitfahren B    | —             | —             | —          | 1:07,059 min | Silber |
| Alyda Norbruis                           | 3000 m Einerverfolgung C1-3  | 4:12,030 min  | 3             | Zeng S.    | 4:10,654 min | Bronze |
| Alyda Norbruis                           | 500 m Einzelzeitfahren C1-3  | —             | —             | —          | 36,908 s     | Gold   |

### Reiten
| Athleten | Wettbewerb(e)             | Punkte/Prozent | Rang |
| --- | ------------------------- | -------------- | ---- |
| Nicole den Dulk mit Wallace                                                                                       | Individual Test-Grade Ib  | 71,103 %       | 4    |
| Nicole den Dulk mit Wallace                                                                                       | Kür Grade Ib              | 72,350 %       | 5    |
| Demi Vermeulen mit Burberry                                                                                       | Individual Test-Grade II  | 71,600 %       |      |
| Demi Vermeulen mit Burberry                                                                                       | Kür Grade II              | 73,700 %       | 4    |
| Rixt van der Horst mit Caraat                                                                                     | Individual Test-Grade II  | 70,743 %       |      |
| Rixt van der Horst mit Caraat                                                                                     | Kür Grade II              | 76,250 %       |      |
| Sanne Voets mit Demantur                                                                                          | Individual Test-Grade III | 70,122 %       | 4    |
| Sanne Voets mit Demantur                                                                                          | Kür Grade III             | 73,850 %       |      |
| Frank Hosmar mit Alphaville                                                                                       | Individual Test-Grade IV  | 72,452 %       |      |
| Frank Hosmar mit Alphaville                                                                                       | Kür Grade IV              | 74,800 %       |      |
| Frank Hosmar mit Alphaville Nicole den Dulk mit Wallace Rixt van der Horst mit Caraat Demi Vermeulen mit Burberry | Mannschaft                | 430,353 %      |      |

### Rudern
| Athleten                            | Wettbewerb           | Vorlauf    | Vorlauf | Hoffnungslauf | Hoffnungslauf | Finale     | Finale | Rang |
| Athleten                            | Wettbewerb           | Zeit (min) | Rang    | Zeit (min)    | Rang          | Zeit (min) | Rang   | Rang |
| ----------------------------------- | -------------------- | ---------- | ------- | ------------- | ------------- | ---------- | ------ | ---- |
| Männer                              |                      |            |         |               |               |            |        |      |
| Alexander van Holk                  | Einer ASM1x          | 5:07,20    | 5       | 5:07,87       | 3             | 5:04,94    | 1 (B)  | 7    |
| Mixed                               |                      |            |         |               |               |            |        |      |
| Esther van der Loos Corne de Koning | Doppelzweier Tamix2x | 4:03,07    | 2       | 4:05,70       | 1             | 4:03,43    | 4      | 4    |

### Rollstuhlbasketball
| Wettbewerb       | Männer | Frauen |
| ---------------- | --- | --- |
| Athleten         | Mattijs Bellers Anton de Rooij Mustafa Korkmaz Sebastiao Nijman Mendel Op den Orth Robin Poggenwisch Marc van de Kuilen Frank de Jong Gijs Even Walter Groen Paul Toes Quinten Zantinge | Barbara van Bergen Mariska Beijer Lucie Houwen Inge Huitzing Cher Korver Roos Oosterbaan Sanne Timmerman Evelyn van Leeuwen Carina de Rooij Jitske Visser Ilse Arts Bo Kramer |
| Gruppenphase     | Australien (50:70) Kanada (49:32) Japan (67:59) Türkei (50:67) Spanien (48:66) | Algerien (107:29) Frankreich (81:30) Vereinigte Staaten (50:60) Volksrepublik China (62:29)                                                                                   |
| Viertelfinale    | Vereinigte Staaten (37:70) | Kanada (78:60) |
| Spiel um Platz 7 | Deutschland (61:50) | — |
| Halbfinale       | ausgeschieden | Deutschland (45:55) |
| Spiel um Platz 3 | ausgeschieden | Vereinigtes Königreich (76:34) |
| Rang             | 7 | Bronze |

### Rollstuhltennis
| Athleten                       | Wettbewerb | 1. Runde | 1. Runde | 2. Runde        | 2. Runde | Achtelfinale                  | Achtelfinale  | Viertelfinale            | Viertelfinale | Halbfinale                    | Halbfinale    | Finale / Platz 3                | Finale / Platz 3 | Rang |
| Athleten                       | Wettbewerb | Gegner   | Ergebnis | Gegner          | Ergebnis | Gegner                        | Ergebnis      | Gegner                   | Ergebnis      | Gegner                        | Ergebnis      | Gegner                          | Ergebnis         | Rang |
| ------------------------------ | ---------- | -------- | -------- | --------------- | -------- | ----------------------------- | ------------- | ------------------------ | ------------- | ----------------------------- | ------------- | ------------------------------- | ---------------- | ---- |
| Männer                         |            |          |          |                 |          |                               |               |                          |               |                               |               |                                 |                  |      |
| Tom Egberink                   | Einzel     | —        | —        | Dong S.         | 1:6, 1:6 | ausgeschieden                 | ausgeschieden | ausgeschieden            | ausgeschieden | ausgeschieden                 | ausgeschieden | ausgeschieden                   | ausgeschieden    | 17   |
| Maikel Scheffers               | Einzel     | —        | —        | T. Kruszelnicki | 6:2, 6:0 | T. Miki                       | 6:4, 5:7, 4:6 | ausgeschieden            | ausgeschieden | ausgeschieden                 | ausgeschieden | ausgeschieden                   | ausgeschieden    | 9    |
| Tom Egberink Maikel Scheffers  | Doppel     | —        | —        | —               | —        | Brasilien Rodrigues, Medeiros | 6:2, 6:3      | Japan Miki, Sanada       | 1:6, 6:3, 4:6 | ausgeschieden                 | ausgeschieden | ausgeschieden                   | ausgeschieden    | 5    |
| Frauen                         |            |          |          |                 |          |                               |               |                          |               |                               |               |                                 |                  |      |
| Marjolein Buis                 | Einzel     | —        | —        | A. Bernal       | 7:6, 6:1 | C. Famin                      | 6:2, 7:5      | Y. Kamiji                | 2:6, 0:6      | ausgeschieden                 | ausgeschieden | ausgeschieden                   | ausgeschieden    | 5    |
| Jiske Griffioen                | Einzel     | —        | —        | K. Verfuerth    | 6:1, 6:1 | L. Shuker                     | 6:4, 6:1      | Huang H.                 | 6:0, 6:0      | D. de Groot                   | 4:6, 6:4, 7:6 | A. van Koot                     | 3:6, 6:1, 6:4    |      |
| Diede de Groot                 | Einzel     | —        | —        | K. Domori       | 6:1, 6:3 | S. Baron                      | 6:4, 6:1      | J. Whiley                | 6:3, 6:1      | J. Griffioen                  | 6:4, 4:6, 6:7 | Y. Kamiji                       | 3:6, 3:6         | 4    |
| Aniek van Koot                 | Einzel     | —        | —        | S. Khanthasit   | 6:2, 6:3 | D. Mathewson                  | 6:3, 6:1      | Zhu Z.                   | 6:1, 5:7, 6:1 | Y. Kamiji                     | 6:3, 4:6, 7:5 | J. Griffioen                    | 6:3, 1:6, 4:6    |      |
| Marjolein Buis Diede de Groot  | Doppel     | —        | —        | —               | —        | —                             | —             | USA Verfuerth, Mathewson | 6:2, 6:4      | Japan Kamiji, Nijo            | 6:4, 5:7, 7:5 | Niederlande Griffioen, van Koot | 4:6, 2:6         |      |
| Jiske Griffioen Aniek van Koot | Doppel     | —        | —        | —               | —        | —                             | —             | USA Kaiser, Baron        | 6:2, 6:1      | Großbritannien Shuker, Whiley | 6:3, 6:3      | Niederlande Buis, de Groot      | 6:4, 6:2         |      |

### Segeln
| Mixed                   |                        |      |   |   |
| Rolf Schrama Sandra Nap | Zweier Kielboot Skud18 | 68,0 | 7 | 7 |

### Sitzvolleyball
| Wettbewerb       | Frauen |
| ---------------- | --- |
| Athleten         | Paula List Elvira Stinissen Karin van der Haar Djoke van Marum Jaaike Mare Brandsma Willemina Janke Ceelen Judith Margaretha Maria Jacobs Fleur Klara van Dam Annelies Maria Johanna van de Bilt Zhao Hong |
| Gruppenphase     | Ukraine 2:3 Kanada 3:1 Brasilien 0:3 |
| Spiel um Platz 5 | Iran 2:3 |
| Rang             | 6 |

### Schwimmen
| Athleten                                                              | Wettbewerb              | Vorlauf     | Vorlauf | Finale        | Finale        | Rang   |
| Athleten                                                              | Wettbewerb              | Zeit        | Rang    | Zeit          | Rang          | Rang   |
| --------------------------------------------------------------------- | ----------------------- | ----------- | ------- | ------------- | ------------- | ------ |
| Männer                                                                |                         |             |         |               |               |        |
| Thijs van Hofweegen                                                   | 100 m Rücken S6         | 1:20,42 min | 6       | 1:21,80 min   | 7             | 7      |
| Thijs van Hofweegen                                                   | 100 m Brust SB6         | 1:31,12 min | 8       | 1:32,36 min   | 8             | 8      |
| Thijs van Hofweegen                                                   | 50 m Freistil S6        | 31,81 s     | 7       | 31,27 s       | 8             | 8      |
| Thijs van Hofweegen                                                   | 100 m Freistil S6       | 1:08,48 min | 3       | 1:08,05 min   | 5             | 5      |
| Thijs van Hofweegen                                                   | 400 m Freistil S6       | 5:11,79 min | 1       | 5:07,82 min   | 2             | Silber |
| Olivier van de Voort                                                  | 100 m Rücken S10        | 58,53 s     | 2       | 58,10 s       | 2             | Silber |
| Olivier van de Voort                                                  | 100 m Freistil S10      | 54,77 s     | 7       | 55,04 s       | 8             | 8      |
| Olivier van de Voort                                                  | 400 m Freistil S10      | 4:17,22 min | 9       | ausgeschieden | ausgeschieden | 9      |
| Olivier van de Voort                                                  | 200 m Lagen SM10        | 2:13,98 min | 4       | 2:13,72 min   | 5             | 5      |
| Marc Evers                                                            | 100 m Rücken S14        | 1:00,97 min | 2       | 1:00,63 min   | 2             | Silber |
| Marc Evers                                                            | 100 m Brust SB14        | 1:07,67 min | 3       | 1:07,64 min   | 3             | Bronze |
| Marc Evers                                                            | 200 m Lagen SM14        | 2:12,07 min | 1       | 2:10,29 min   | 1             | Gold   |
| Michael Schoenmaker                                                   | 50 m Brust SB3          | 52,77 s     | 7       | 51,88 s       | 6             | 6      |
| Michael Schoenmaker                                                   | 100 m Freistil S4       | 1:28,96 min | 5       | 1:26,87 min   | 3             | Bronze |
| Michael Schoenmaker                                                   | 200 m Freistil S4       | 3:05,13 min | 3       | 3:03,81 min   | 2             | Silber |
| Simon Boer                                                            | 100 m Brust SB7         | 1:20,43 min | 3       | 1:20,44 min   | 4             | 4      |
| Duncan van Haaren                                                     | 100 m Brust SB9         | 1:07,33 min | 2       | 1:06,54 min   | 3             | Bronze |
| Duncan van Haaren                                                     | 200 m Lagen SM10        | 2:18,41 min | 10      | ausgeschieden | ausgeschieden | 10     |
| Bas Takken                                                            | 100 m Freistil S10      | 55,88 s     | 12      | ausgeschieden | ausgeschieden | 12     |
| Bas Takken                                                            | 400 m Freistil S10      | 4:08,60 min | 2       | 4:05,46 min   | 4             | 4      |
| Bas Takken                                                            | 200 m Lagen SM10        | 2:17,05 min | 9       | ausgeschieden | ausgeschieden | 9      |
| Simon Boer Olivier van de Voort Thijs van Hofweegen Duncan van Haaren | 4 × 100 m Lagen 34 pt   | —           | —       | 4:22,79 min   | 5             | 5      |
| Frauen                                                                |                         |             |         |               |               |        |
| Lisette Teunissen                                                     | 50 m Rücken S3          | 54,34 s     | 3       | 53,44 s       | 3             | Bronze |
| Lisette Teunissen                                                     | 50 m Freistil S4        | 48,16 s     | 8       | 45,56 s       | 7             | 7      |
| Lisette Teunissen                                                     | 100 m Freistil S3       | 1:41,82 min | 4       | 1:39,77 min   | 4             | 4      |
| Cleo Keijzer                                                          | 100 m Rücken S8         | 1:21,81 min | 7       | 1:22,09 min   | 6             | 6      |
| Cleo Keijzer                                                          | 100 m Schmetterling S8  | 1:21,29 min | 9       | ausgeschieden | ausgeschieden | 9      |
| Lisa Kruger                                                           | 100 m Rücken S10        | 1:10,56 min | 5       | 1:10,59 min   | 5             | 5      |
| Lisa Kruger                                                           | 100 m Brust SB9         | 1:15,46 min | 1       | 1:15,49 min   | 1             | Gold   |
| Lisa Kruger                                                           | 100 m Freistil S10      | 1:02,73 min | 4       | 1:02,67 min   | 5             | 5      |
| Lisa Kruger                                                           | 200 m Lagen SM10        | 2:34,64 min | 3       | 2:32,81 min   | 4             | 4      |
| Marije Oosterhuis                                                     | 100 m Rücken S10        | 1:12,41 min | 8       | 1:13,07 min   | 8             | 8      |
| Marije Oosterhuis                                                     | 50 m Freistil S10       | 29,39 s     | 10      | ausgeschieden | ausgeschieden | 10     |
| Marije Oosterhuis                                                     | 100 m Freistil S10      | 1:03,16 min | 7       | 1:02,78 min   | 7             | 7      |
| Marije Oosterhuis                                                     | 400 m Freistil S10      | 4:48,71 min | 7       | 4:48,13 min   | 7             | 7      |
| Liesette Bruinsma                                                     | 100 m Rücken S11        | 1:30,58 min | 13      | ausgeschieden | ausgeschieden | 13     |
| Liesette Bruinsma                                                     | 100 m Brust SB11        | —           | —       | 1:25,81 min   | 2             | Silber |
| Liesette Bruinsma                                                     | 50 m Freistil S11       | 31,81 s     | 6       | 31,23 s       | 3             | Bronze |
| Liesette Bruinsma                                                     | 100 m Freistil S11      | 1:08,97 min | 1       | 1:08,55 min   | 3             | Bronze |
| Liesette Bruinsma                                                     | 400 m Freistil S11      | 5:20,04 min | 2       | 5:15,08 min   | 1             | Gold   |
| Liesette Bruinsma                                                     | 200 m Lagen SM11        | 2:54,70 min | 1       | 2:49,87 min   | 1             | Gold   |
| Sanne Hofman                                                          | 100 m Rücken S13        | 1:15,00 min | 6       | 1:14,70 min   | 6             | 6      |
| Sanne Hofman                                                          | 400 m Freistil S13      | 5:08,54 min | 11      | ausgeschieden | ausgeschieden | 11     |
| Marlou van der Kulk                                                   | 100 m Rücken S14        | 1:07,23 min | 2       | 1:06,33 min   | 2             | Silber |
| Marlou van der Kulk                                                   | 100 m Brust SB14        | 1:19,75 min | 4       | 1:20,15 min   | 4             | 4      |
| Marlou van der Kulk                                                   | 200 m Freistil S14      | 2:14,63 min | 4       | 2:10,20 min   | 3             | Bronze |
| Marlou van der Kulk                                                   | 200 m Lagen SM14        | 2:31,41 min | 3       | 2:29,49 min   | 3             | Bronze |
| Lisa den Braber                                                       | 100 m Brust SB7         | 1:34,13 min | 2       | 1:34,66 min   | 3             | Bronze |
| Lisa den Braber                                                       | 200 m Lagen SM8         | 3:05,12 min | 9       | ausgeschieden | ausgeschieden | 9      |
| Chantalle Zijderveld                                                  | 100 m Brust SB9         | 1:17,38 min | 2       | 1:17,01 min   | 3             | Bronze |
| Chantalle Zijderveld                                                  | 100 m Schmetterling S10 | 1:12,89 min | 7       | 1:13,56 min   | 8             | 8      |
| Chantalle Zijderveld                                                  | 50 m Freistil S10       | 29,06 s     | 8       | 28,26 s       | 4             | 4      |
| Chantalle Zijderveld                                                  | 100 m Freistil S10      | 1:03,84 min | 9       | ausgeschieden | ausgeschieden | 9      |
| Chantalle Zijderveld                                                  | 200 m Lagen SM10        | 2:36,30 min | 5       | 2:33,10 min   | 6             | 6      |
| Magda Toeters                                                         | 100 m Brust SB14        | 1:17,83 min | 2       | 1:17,35 min   | 3             | Bronze |
| Magda Toeters                                                         | 200 m Lagen SM14        | 2:38,40 min | 7       | 2:36,56 min   | 6             | 6      |
| Chantal Molenkamp                                                     | 50 m Freistil S10       | 28,99 s     | 6       | 28,93 s       | 6             | 6      |
| Manon Vermarien                                                       | 100 m Freistil S9       | 1:06,90 min | 13      | ausgeschieden | ausgeschieden | 13     |
| Manon Vermarien                                                       | 400 m Freistil S9       | 4:53,26 min | 3       | 4:53,42 min   | 4             | 4      |
| Lisa den Braber Manon Vermarien Lisa Kruger Cleo Keijzer              | 4 × 100 m Lagen 34 pt   | —           | —       | 5:13,32 min   | 6             | 6      |

### Triathlon
| Athleten       | Klasse | Zeit      | Rang   |
| -------------- | ------ | --------- | ------ |
| Männer         |        |           |        |
| Jetze Plat     | PT1    | 59:31 min | Gold   |
| Geert Schipper | PT1    | 1:01:30 h | Silber |
| Frauen         |        |           |        |
| Joleen Hakker  | PT5    | 1:16:18 h | 6      |

### Tischtennis
| Athleten                  | Wettbewerb       | Gruppenphase | Gruppenphase | Achtelfinale  | Achtelfinale  | Viertelfinale | Viertelfinale | Halbfinale     | Halbfinale    | Finale        | Finale        | Rang |
| Athleten                  | Wettbewerb       | Gegner       | Erg.         | Gegner        | Erg.          | Gegner        | Erg.          | Gegner         | Erg.          | Gegner        | Erg.          | Rang |
| ------------------------- | ---------------- | ------------ | ------------ | ------------- | ------------- | ------------- | ------------- | -------------- | ------------- | ------------- | ------------- | ---- |
| Männer                    |                  |              |              |               |               |               |               |                |               |               |               |      |
| Jean-Paul Montanus        | Einzel C7        | P. Salmin    | 3:2          | —             | —             | Yan S.        | 2:3           | ausgeschieden  | ausgeschieden | ausgeschieden | ausgeschieden | 5    |
| Jean-Paul Montanus        | Einzel C7        | S. Youssef   | 3:1          | —             | —             | Yan S.        | 2:3           | ausgeschieden  | ausgeschieden | ausgeschieden | ausgeschieden | 5    |
| Gerben Last               | Einzel C9        | C. Cabestany | 3:0          | —             | —             | S. Fraczyk    | 3:1           | M. Amine Kalem | 3:1           | L. Devos      | 0:3           |      |
| Gerben Last               | Einzel C9        | E. Miettinen | 3:2          | —             | —             | S. Fraczyk    | 3:1           | M. Amine Kalem | 3:1           | L. Devos      | 0:3           |      |
| Bas Hergelink             | Einzel C10       | D. Jacobs    | 0:3          | ausgeschieden | ausgeschieden | ausgeschieden | ausgeschieden | ausgeschieden  | ausgeschieden | ausgeschieden | ausgeschieden | 11   |
| Bas Hergelink             | Einzel C10       | K. Daybell   | 2:3          | ausgeschieden | ausgeschieden | ausgeschieden | ausgeschieden | ausgeschieden  | ausgeschieden | ausgeschieden | ausgeschieden | 11   |
| Gerben Last Bas Hergelink | Mannschaft C9-10 | —            | —            | Österreich    | 2:1           | Polen         | 1:2           | ausgeschieden  | ausgeschieden | ausgeschieden | ausgeschieden | 5    |
| Frauen                    |                  |              |              |               |               |               |               |                |               |               |               |      |
| Kelly van Zon             | Einzel C7        | G. Munoz     | 3:1          | —             | —             | —             | —             | S. Chan        | 3:0           | K. Korkut     | 3:0           |      |
| Kelly van Zon             | Einzel C7        | K. Korkut    | 3:1          | —             | —             | —             | —             | S. Chan        | 3:0           | K. Korkut     | 3:0           |      |
| Kelly van Zon             | Einzel C7        | F. Mahmoud   | 3:0          | —             | —             | —             | —             | S. Chan        | 3:0           | K. Korkut     | 3:0           |      |